# Троє негідників у прихованій фортеці
«Троє негідників у прихованій фортеці», або «Прихована фортеця» (яп. 隠し砦の三悪人, Kakushi-toride no san-akunin) — японський пригодницький дзідайгекі-фільм 1958 року, поставлений режисером Акірою Куросавою з Тосіро Міфуне в головній ролі. Фільм брав участь в основному конкурсі Берлінського кінофестивалю 1959 року та отримав два призи — «Срібний ведмідь» за найкращу режисерську роботу та Приз ФІПРЕССІ .
Сюжет фільму та окремі його сцени справили суттєвий вплив на «Зоряні війни» 1977 року.
У 2008 році в Японії вийшов на екрани ремейк цього фільму під назвою «Остання принцеса» (реж. Сіндзі Хігуті).

## Сюжет
Двоє селян, Тахей та Матасіті, через скруту продали свої будинки та найнялися на службу до феодального клану Ямана як солдати. Але вони спізнилися на війну, а потім їх сприйняли за солдатів ворожого клану Акідзукі, відібрали зброю та змусили копати могили, після чого прогнали. Тахей та Матасіті сваряться та розходяться, та згодом їх обох схоплюють у тумані люди з клану Ямана. Вони змушують селян разом із десятками інших в'язнів розкопувати руїни замку Акідзукі, де повинен бути скарб. Коли в'язні повстають, Тахей і Матасіті тікають, крадуть трохи припасів і спиняються біля річки.
Розводячи багаття, вони знаходять шматок золота, схований у хмизі. Поруч опиняється таємничий незнайомець (насправді це вцілілий генерал клану Акідзукі, Макабе Рокурота), який цікавиться їхніми планами втекти у Хаякаву. Незнайомець показує ще один шматок золота, і приховану фортецю в горах, де сховано решту скарбу та принцесу Юкі. Селяни сприймають його за розбійника, що знайшов цю фортецю після поразки Акідзукі. Рокурота хоче скористатися допомогою селян аби доставити золото та принцесу до дружнього володаря Хаякави.
Тахей та Матасіті допомагають перенести золото, сховане в хмизі, не здогадуючись, що хто такі Юкі та Рокурота насправді. Рокурота з метою захистити Юкі наказує їй прикинутися глухонімою, а свою молодшу сестру Кафую під виглядом Юкі відправляє у Яману для страти. Коли мандрівники спиняються у корчмі, Юкі змушує Рокуроту викупити молоду полонянку, яка належала до клану Акідзукі; вона приєднується до своїх визволителів.
Патруль Ямани помічає мандрівників і Рокурота змушений убити їх. Але невдовзі Рокурота натикається на табір Ямани, де його впізнає давній суперник, Хьо Тадокоро. Тадокоро викликає Рокуроту на дуель на списах. Рокурота перемагає, але зберігає життя супернику. Далі він краде коня й повертається до решти групи. Тахей та Матасіті вирішують сховати хмиз із золотом серед дров, призначених для релігійної церемонії. Щоб не викликати підозр, їм доводиться приєднатися до ритуального танцю. Наступного дня вони викопують золото зі згарища.
Однієї ночі, коли вони наближаються до кордону Хаякави, їх оточують вороги. Тахей та Матасіті ховаються, але решту схоплюють солдати Ямани. Обоє намагаються здати Рокуроту за винагороду, але солдати не вірять їм і відпускають.
Тадокоро приходить опізнати в'язнів у ніч перед їх стратою. Його обличчя спотворене шрамом, який лишив володар Ямани за те, що Тадокоро дозволив Рокуроті втекти. Юкі заявляє, що не боїться смерті, і дякує Рокуроті за те, що він показав їй красу й потворність світу. Принцеса повторює ритуальну пісню, раніше чуту на церемонії, про швидкоплинність життя. Тадокоро, присоромлений словами принцеси, задумується, що його хазяїн безчесний.
Наступного дня солдати ведуть в'язнів на страту через спалення живцем. Тадокоро починає співати ту саму пісню і зненацька дає сигнал коням, що везуть золото, бігти через кордон. Скориставшись сум'яттям, він звільняє в'язнів і вони тікають у Хаякаву.
Незабаром Тахей та Матасіті, голодні та втомлені, натрапляють на загублене золото. Обоє сперечаються як його поділити, коли їх заарештовують солдати Хаякави як злодіїв. Їх приводять у замок до Рокуроти та Юкі, які нарешті розкривають селянам свої особи. Подякувавши їм за збереження золота, принцеса нагороджує Тахея та Матасіті зливком. Ті покидають замок, щоб повернутися до свого села, і сміються, радіючи, що нарешті розбагатіли.

## У ролях
| • Тосіро Міфуне      | — | генерал Рокурота Макабе  |
| • Мінору Тіакі       | — | Тахей                    |
| • Каматарі Фудзівара | — | Матасіті                 |
| • Сусуму Фудзіта     | — | генерал Хьое Тадокоро    |
| • Міса Уехара        | — | принцеса Юкі             |
| • Такасі Сімура      | — | генерал Ідзумі Нагакура  |
| • Тосіко Хігуті      | — | дочка фермера            |
| • Ейко Мійосі        | — | літня придворна принцеси |

## Знімальна група
- Автор сценарію — Рюдзо Кікусіма, Хідео Огуні, Шінобу Хашімото, Акіра Куросава
- Режисер-постановник — Акіра Куросава
- Продюсери — Санедзумі Фудзімото, Акіра Куросава
- Оператор — Кацуо Ямасакі
- Композитор — Масару Сато
- Художник-постановник — Йосіро Муракі
- Художник по костюмах — Масахіро Като
- Монтаж — Акіра Куросава

## Історія створення
У 1957 році, випустивши черговий серйозний фільм («На дні» за п'єсою Максима Горького), режисер вирішив зняти щось простіше, тож фільм швидше схожий на пригодницьку казку й орієнтований на ширшу аудиторію. «Будь-яка картина має бути націлена на витончених, глибокодумних глядачів, але при цьому розважати людей простіше, — заявляв Куросава, — По-справжньому хороший фільм цікаво дивитися. У ньому немає нічого складного. Він захопливий і легкий для розуміння».
Вважається, що стрічка була спробою перезняти власний старий фільм з великим розмахом, якого він вперше так і не добився у фільмі «Ті, що йдуть по хвосту тигра», знятої за мотивами середньовічної легенди, яка лягла в основу двох п'єс: «A-Така» для театру Но та «Кандзінте» для театру кабукі.

## Визнання
| Нагороди та номінації фільму «Троє негідників у прихованій фортеці» | Нагороди та номінації фільму «Троє негідників у прихованій фортеці» | Нагороди та номінації фільму «Троє негідників у прихованій фортеці» | Нагороди та номінації фільму «Троє негідників у прихованій фортеці» | Нагороди та номінації фільму «Троє негідників у прихованій фортеці» | Нагороди та номінації фільму «Троє негідників у прихованій фортеці» |
| Рік                                                                 | Кінофестиваль/кінопремія                                            | Категорія/нагорода                                                  | Номінант                                                            | Результат                                                           |                                                                     |
| ------------------------------------------------------------------- | ------------------------------------------------------------------- | ------------------------------------------------------------------- | ------------------------------------------------------------------- | ------------------------------------------------------------------- | ------------------------------------------------------------------- |
| 1959                                                                | Берлінський міжнародний кінофестиваль                               | Золотий ведмідь                                                     | Троє негідників у прихованій фортеці                                | Номінація                                                           |                                                                     |
| 1959                                                                | Берлінський міжнародний кінофестиваль                               | «Срібний ведмідь» за найкращу режисуру                              | Акіра Куросава                                                      | Перемога                                                            |                                                                     |
| 1959                                                                | Берлінський міжнародний кінофестиваль                               | Приз ФІПРЕССІ                                                       | Троє негідників у прихованій фортеці                                | Перемога                                                            |                                                                     |
| 1959                                                                | Премія «Блакитна стрічка»                                           | Найкращий фільм                                                     | Троє негідників у прихованій фортеці                                | Перемога                                                            |                                                                     |
| 1959                                                                | Премія Kinema Junpo                                                 | Найкращий сценарій                                                  | Сінобу Хашимото                                                     | Перемога                                                            |                                                                     |

## Факти про фільм
Фільм вплинув на проєкт Джорджа Лукаса «Зоряні війни» — сюжетна схожість (особливо початкові варіанти) настільки впадала у вічі, що Лукас навіть думав придбати права на фільм.
Сам Лукас говорив про це так: «Фільм ["Зоряні війни"] спочатку був хорошою концепцією, якій був потрібен сюжет. А потім я згадав про "Приховану фортецю", яку переглядав у 72-му або 73-му, і тому перші сценарії дуже на неї схожі». Він також вказував на паралель між парою роботів C-3PO та R2-D2 і селянами Тахеєм і Матасіті. Дональд Річі, біограф Куросави описував фільм епітетами, які найчастіше застосовують до «Зоряних воєн»: «романтичний», «пригодницький», «міфологічний», «оперний» і «казковий».